# 入社式
入社式（initiation ceremony）とは、その年に入社する新入社員を一堂に集めて、経営首脳（主に社長）による訓示等を行う儀式。その社の一員としての自覚を持たせるなどの目的で行われる。日本では毎年4月に行われる。
事業体によっては、入行式、入庫式、入組式、入庁式、入省式、辞令交付式、入職式などという。
“新卒一括採用”を基本とする、日本企業独特の風習であり、諸外国ではまず見られない。

## 保護者の参加
かつては入社式といえば、その場にいる人の全てが新入社員を含めた社員であるということが基本であったものの、近年になってから入社式に保護者も参加したという事例が年々増加してきている。静岡銀行やオタフクソースなどのように参加している新入社員に対して保護者の人数が5割以上だった所も存在する。企業によっては入社式終了後に保護者を対象としたイベントを企画している所も存在する。一方で、入社式に保護者が参加するということを否定している企業も存在するものの、そのような企業の体制に対して不満を言う保護者が存在し、人事部を悩ませたという例が存在する。

## 実施時期
セブン&アイ・ホールディングスなどのように、入社式が4月ではなく、前月の3月に前倒しで行われる場合もある。給与締日の調整のため3月後半に入社する場合があり、月末以外（毎月20日、25日など）が締日の企業に入社する場合、4月1日に入社すると初給与の支給額が少なくなってしまうためである。

## 中途採用者の入社式
中途採用者は入社時期が不定なこともあり、新入社員のような入社式が開かれることは少ない。せいぜい部署単位で歓迎会などが行われるか（試用期間通過後に行われる場合もあり）、翌年度の入社式に例外扱いで出席が認められる程度である。